# 2015년 슬로바키아 동성결혼 국민투표
2015년 슬로바키아 동성결혼 국민투표(슬로바키아어: Referendum na Slovensku v roku 2015)는 2015년 2월 7일 슬로바키아에서 실시된 국민투표이다. 이 국민투표는 동성결혼 합법화, 동성 부부의 자녀 입양, 부모나 자녀가 수업에 동의하지 않을 경우 학교가 성적 행동이나 안락사에 관한 교육에서 자녀의 참여 불필요 여부에 관한 국민투표이다. 투표 결과 슬로바키아에서 법적인 효력을 갖는 투표율인 50%에 못 미치는 21.4%의 투표율로 투표가 무효 처리되었다.

## 질문
- 귀하는 한 명의 남자와 한 명의 여자가 결합하는 것만을 결혼이라고 부르는 것에 동의하십니까?
- 귀하는 동성 커플이나 집단이 자녀를 입양하는 것을 허용하지 않는 것에 동의하십니까?
- 귀하는 부모나 자녀가 수업에 동의하지 않을 경우 학교가 성적 행동이나 안락사에 관련된 교육에서 자녀의 참여가 필요로 하지 않는 것에 동의하십니까?

## 결과
| 질문                    | 찬성    | 찬성  | 반대    | 반대 | 무효   | 합계    | 등록된 유권자 수 | 투표율 |
| 질문                    | 득표 수 | %     | 득표 수 | %    | 무효   | 합계    | 등록된 유권자 수 | 투표율 |
| ----------------------- | ------- | ----- | ------- | ---- | ------ | ------- | ---------------- | ------ |
| 1번 질문 - 결혼         | 892,719 | 94.50 | 39,088  | 4.13 | 12,867 | 944,674 | 4,411,529        | 21.41% |
| 2번 질문 - 자녀 입양    | 873,224 | 92.43 | 52,389  | 5.54 | 19,061 | 944,674 | 4,411,529        | 21.41% |
| 3번 질문 - 성 교육      | 853,241 | 90.32 | 69,349  | 7.34 | 22,084 | 944,674 | 4,411,529        | 21.41% |
| 출처: 슬로바키아 통계청 |         |       |         |      |        |         |                  |        |